# Oegoconia syndesma
Oegoconia syndesma is een vlinder uit de familie dominomotten (Autostichidae). De wetenschappelijke naam van de soort is voor het eerst geldig gepubliceerd in 1926 door Edward Meyrick.
De soort komt voor in het Afrotropisch gebied.

## Andere combinaties
- Clerogenes syndesma Meyrick, 1926